# Fly V Australia/Saison 2010
Dieser Artikel listet Erfolge und Mannschaft des Radsportteams Fly V Australia in der Saison 2010 auf.

## Saison 2010

### Erfolge in den Continental Circuits
Bei den Rennen des UCI Continental Circuits gelangen dem Team nachstehende Erfolge.
| Datum         | Rennen                         | Kat. | Fahrer             |
| ------------- | ------------------------------ | ---- | ------------------ |
| 29. Januar    | 3. Etappe Tour of Wellington   | 2.2  | Jay Robert Thomson |
| 12. Juni      | Chrono Gatineau                | 1.2  | Ben Day            |
| 16. Juni      | 2. Etappe Tour de Beauce       | 2.2  | David Tanner       |
| 18. Juni      | 4. Etappe Tour de Beauce (EZF) | 2.2  | Ben Day            |
| 15.–20. Juni  | Gesamtwertung Tour de Beauce   | 2.2  | Ben Day            |
| 11. September | 1. Etappe Tour of China        | 2.2  | Aaron Kemps        |
| 12. September | 2. Etappe Tour of China        | 2.2  | David Tanner       |
| 13. September | 3. Etappe Tour of China        | 2.2  | Aaron Kemps        |
| 19. September | 7. Etappe Tour of China        | 2.2  | Aaron Kemps        |
| 23. Oktober   | Tour of Taihu                  | 1.2  | David Kemp         |

### Erfolge bei anderen Rennen
| Datum        | Rennen                                  | Fahrer      |
| ------------ | --------------------------------------- | ----------- |
| 19. März     | 1. Etappe (EZF) San Dimas Stage Race    | Ben Day     |
| 19.–21. März | Gesamtwertung San Dimas Stage Race      | Ben Day     |
| 25. März     | Prolog Redlands Bicycle Classics        | Ben Day     |
| 25.–28. März | Gesamtwertung Redlands Bicycle Classics | Ben Day     |
| 3. Mai       | 5. Etappe Tour of the Gila              | Darren Lill |

### Zugänge – Abgänge
| Zugänge                    | Team 2009       | Abgänge           | Team 2010           |
| -------------------------- | --------------- | ----------------- | ------------------- |
| Jay Robert Thomson         | MTN Cycling     | Scott Davis       | Astana              |
| Aaron Kemps                | Rock Racing     | Nathan O’Neill    | Bahati Foundation   |
| David Tanner               | Rock Racing     | Benjamin King     | Trek Livestrong U23 |
| Jai Crawford               | Savings & Loans | Steven George     | Unbekannt           |
| Darren Lill                | Team Type 1     | Michael Grabinger | Unbekannt           |
| Ben Kersten                | Neoprofi        | Curtis Gunn       | Unbekannt           |
| Zachary Davies (ab 14.08.) | Neoprofi        |                   |                     |

### Mannschaft
| Name               | Geburtstag         | Nationalität       |
| ------------------ | ------------------ | ------------------ |
| Alessandro Bazzana | 16. Juli 1984      | Italien            |
| Hayden Brooks      | 12. Mai 1986       | Australien         |
| Jonathan Cantwell  | 8. Januar 1982     | Australien         |
| Jai Crawford       | 4. August 1983     | Australien         |
| Zachary Davies     | 27. Dezember 1985  | Vereinigte Staaten |
| Ben Day            | 11. Dezember 1978  | Australien         |
| Charles Dionne     | 15. März 1979      | Kanada             |
| David Kemp         | 10. April 1984     | Australien         |
| Aaron Kemps        | 10. September 1983 | Australien         |
| Ben Kersten        | 21. September 1981 | Australien         |
| Darren Lill        | 20. August 1982    | Südafrika          |
| Darren Rolfe       | 11. November 1981  | Australien         |
| Bernard Sulzberger | 5. Dezember 1983   | Australien         |
| David Tanner       | 30. September 1984 | Australien         |
| Jay Robert Thomson | 12. April 1986     | Südafrika          |
| Phil Zajicek       | 20. März 1979      | Vereinigte Staaten |

## Trikot

2010